# Julius Kronberg

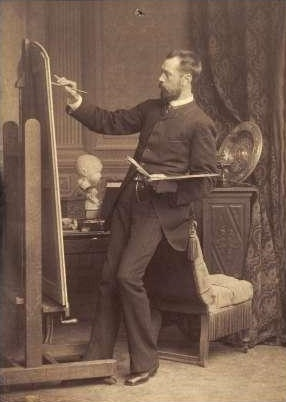
Julius Kronberg (1890)

Julius Kronberg (* 11. Dezember 1850 in Karlskrona; † 17. Oktober 1921 in Stockholm) war ein schwedischer Maler und Professor an der Stockholmer Kunstakademie. Kronberg dekorierte viele Gebäude, seine Werke sind unter anderem im Schwedischen Nationalmuseum ausgestellt. Er gehört zu den herausragendsten schwedischen Künstlern in der Zeit von 1870 bis 1920.

## Biographie
Johan Julius Ferdinand Kronberg wurde am 11. Dezember 1850 als Sohn des Instrumentenbauers Gustav Oskar Ferdinand Kronberg und seiner Ehefrau Augusta Fredrika Grönberg in Karlskrona geboren. Schon als Vierzehnjähriger wurde er auf der Kunstakademie in Stockholm aufgenommen und dort während der 1860er-Jahre ausgebildet. Ein Reisestipendium führte ihn über Kopenhagen, Düsseldorf, wo er Privatschüler von Edvard Perséus war, und Paris durch Europa. Längere Zeit verbrachte er auch in München, wo er seine Studien auf die dekorative Malerei ausrichtete, bevor er sich im Jahr 1877 in Rom niederließ. Kronberg lernte in München und Rom mehrere nordische Künstler und Schriftsteller kennen, unter anderen Henrik Ibsen. 
1889 ließ Kronberg in Stockholm ein Atelier im nördlichen Djurgården nach eigenen Vorgaben bauen. Er war von 1895 bis 1898 Professor an der Kunstakademie Stockholm. Nach seinem Tod in Stockholm 1921 wurde sein Atelier dem Nordiska Museet überlassen und auf Veranlassung seiner Freundin Wilhelmina von Hallwyl schließlich der Stiftung Skansen in Stockholm überlassen.

## Motive, Stil und Inspiration
Kronberg malte oft Figuren aus mythologischen Motiven, zum Beispiel der Bibel oder Werken William Shakespeares. Er ließ sich unter anderem von Rubens und Tizian inspirieren gleichermaßen wie von der Münchener Malerei. Während der Zeit in Rom inspirierte ihn unter anderem Tiepolo.

## Malerei
Das Gemälde Jaktnymf och fauner machte ihn einem breiteren Publikum bekannt, als es 1876 im Nationalmuseum ausgestellt wurde. Es war eine Sensation aufgrund des für seine Zeit ungewöhnlichen Motivs und die Menschen strömten zu Tausenden, um es zu sehen. Sehr geschätzt wurde das Bild unter anderem von August Strindberg, der es in Dagens Nyheter mit den Worten rezensierte: „Fall ned och tillbed måleriets triumfator! − Knie nieder und bete den Triumphator der Malerei an!“
Zu seinen größten öffentlichen Aufträgen zählen die drei Deckengemälde für das Stockholmer Schloss (1891–1893) sowie Deckenmalereien für das Dramaten (1906–1908). Kronberg hat auch eine größere Anzahl Gemälde für den Hallwylska-Palast in Stockholm gefertigt. Kronberg führte außerdem Deckenmalereien von Jesu Leben aus in der Adolf-Friedrich-Kirche auf Norrmalm in Stockholm.
Ein heute noch gut bekanntes Gemälde ist David und Saul. Es entstand in Rom und imponiert vor allem durch seine Komposition und als Beispiel für spektakuläre Salonmalerei. Farblich wirkt es eher gedämpft.
Kronberg fertigte auch ein bekanntes Porträt von Henrik Ibsen.

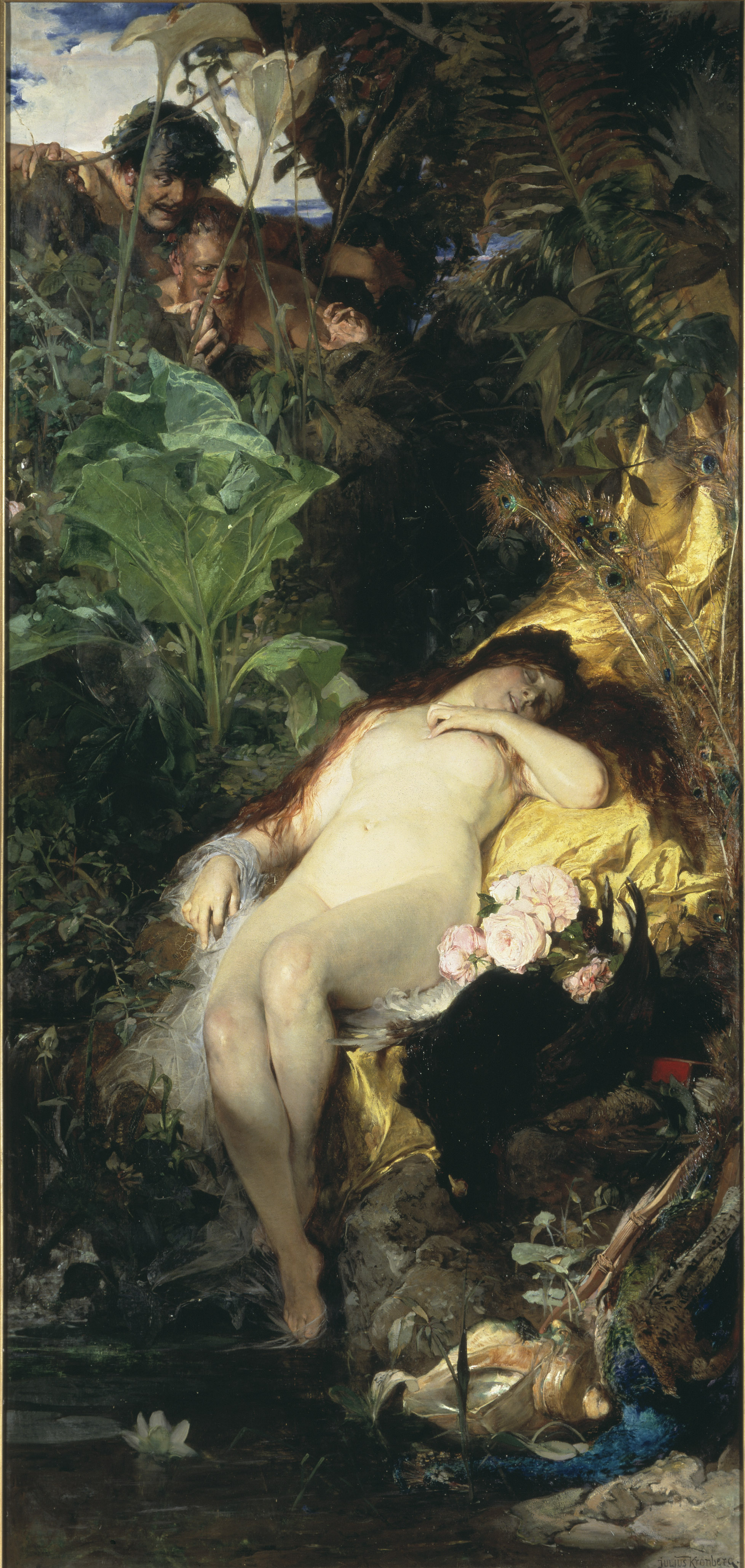
Jagdnymphe und Faune (1875)
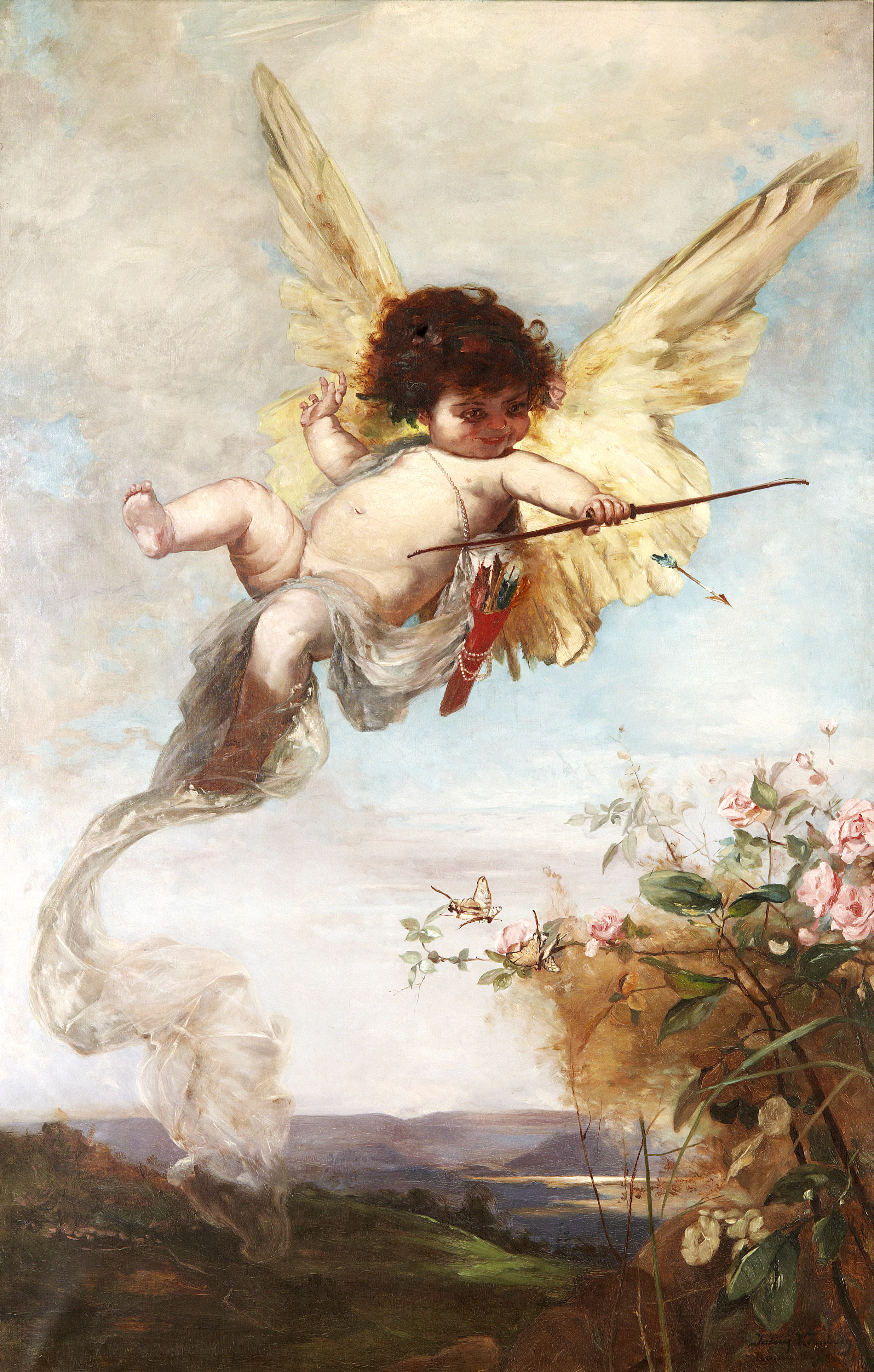
Zurückschießender Amor (1885)
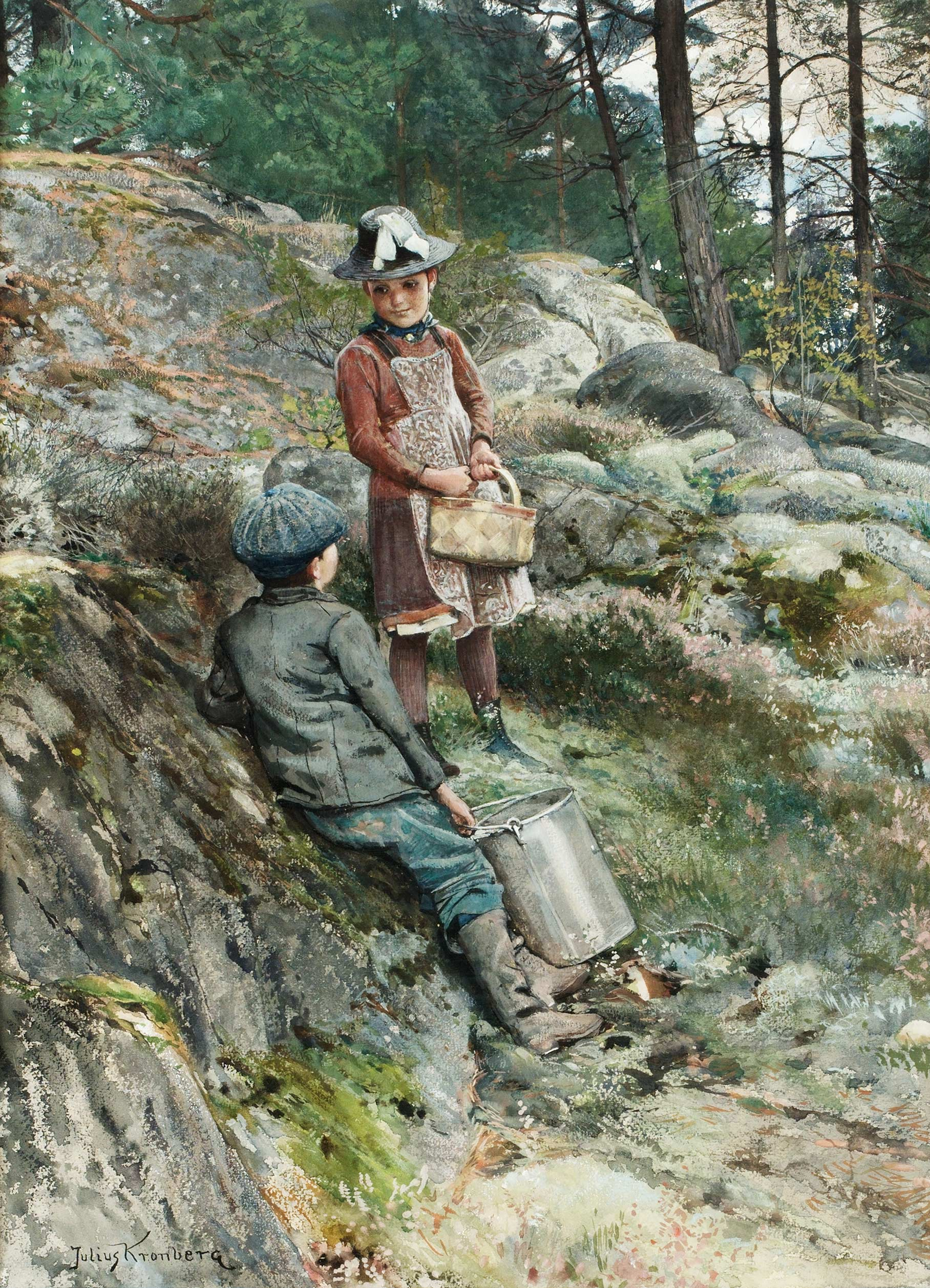
Kurtis i skogsbacken
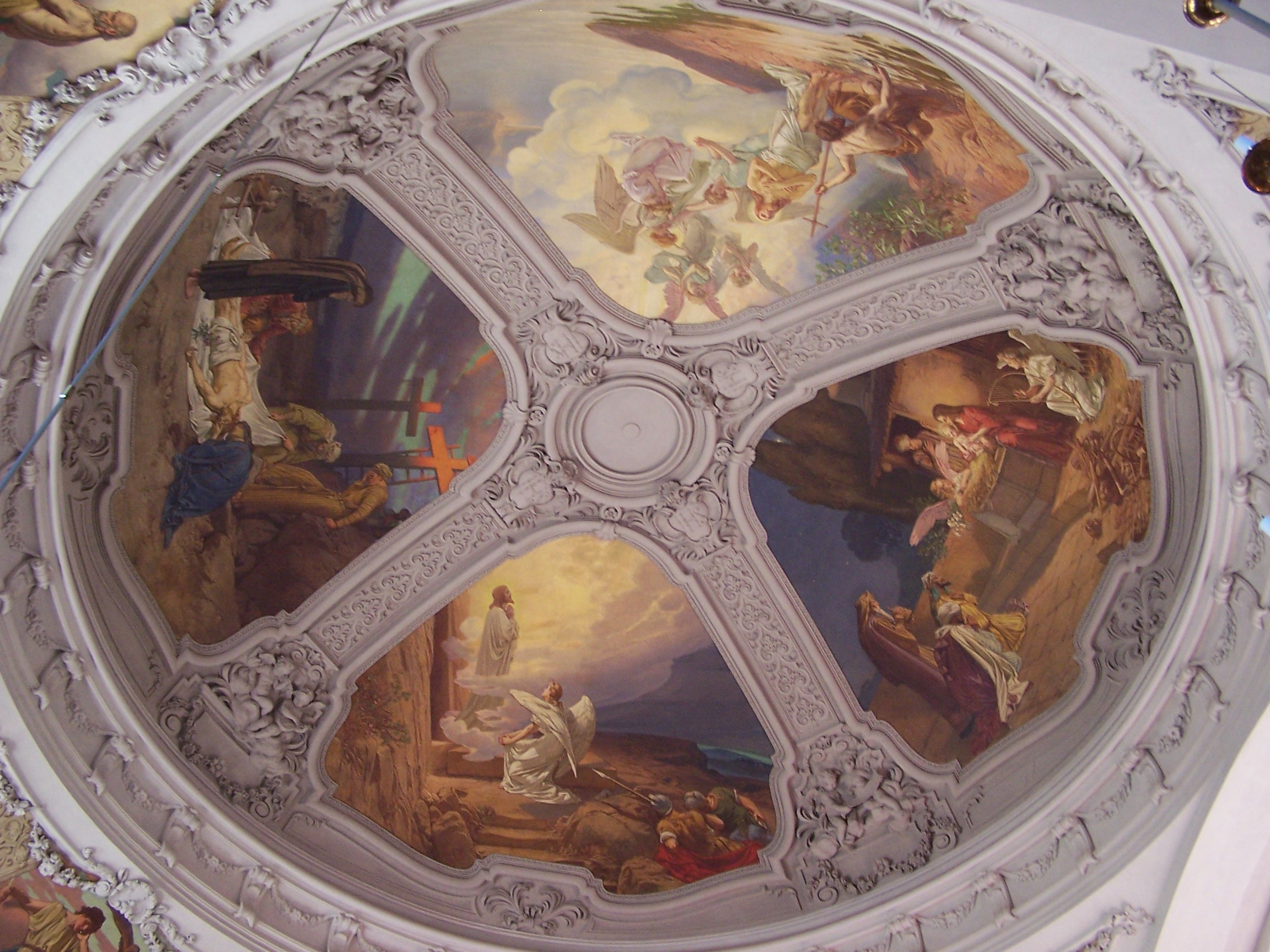
Deckenmalerei in der Adolf-Friedrich-Kirche (1900)
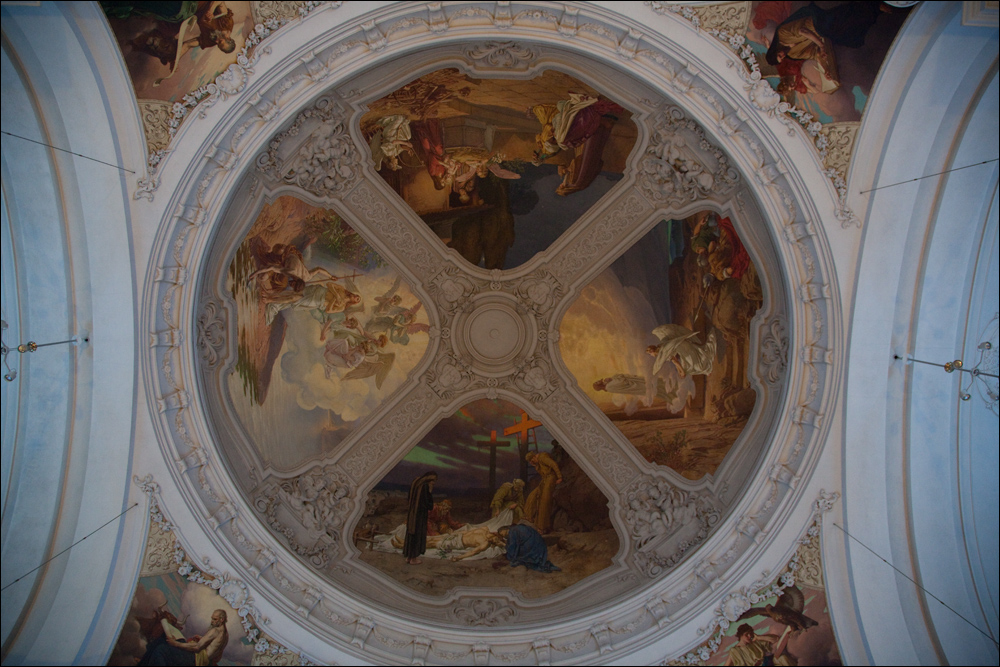
Deckenmalerei in der Adolf-Friedrich-Kirche
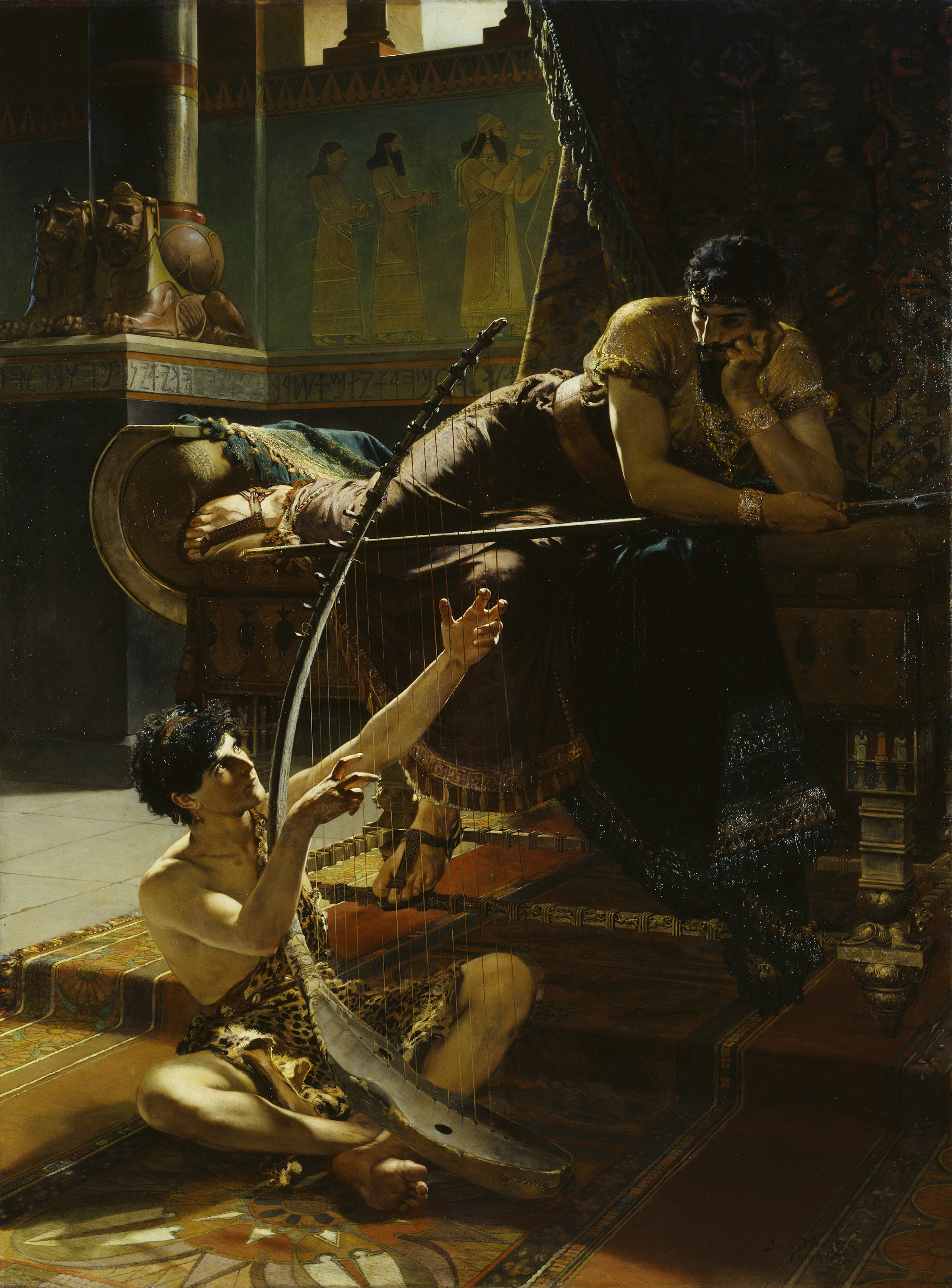
David und Saul (1885)
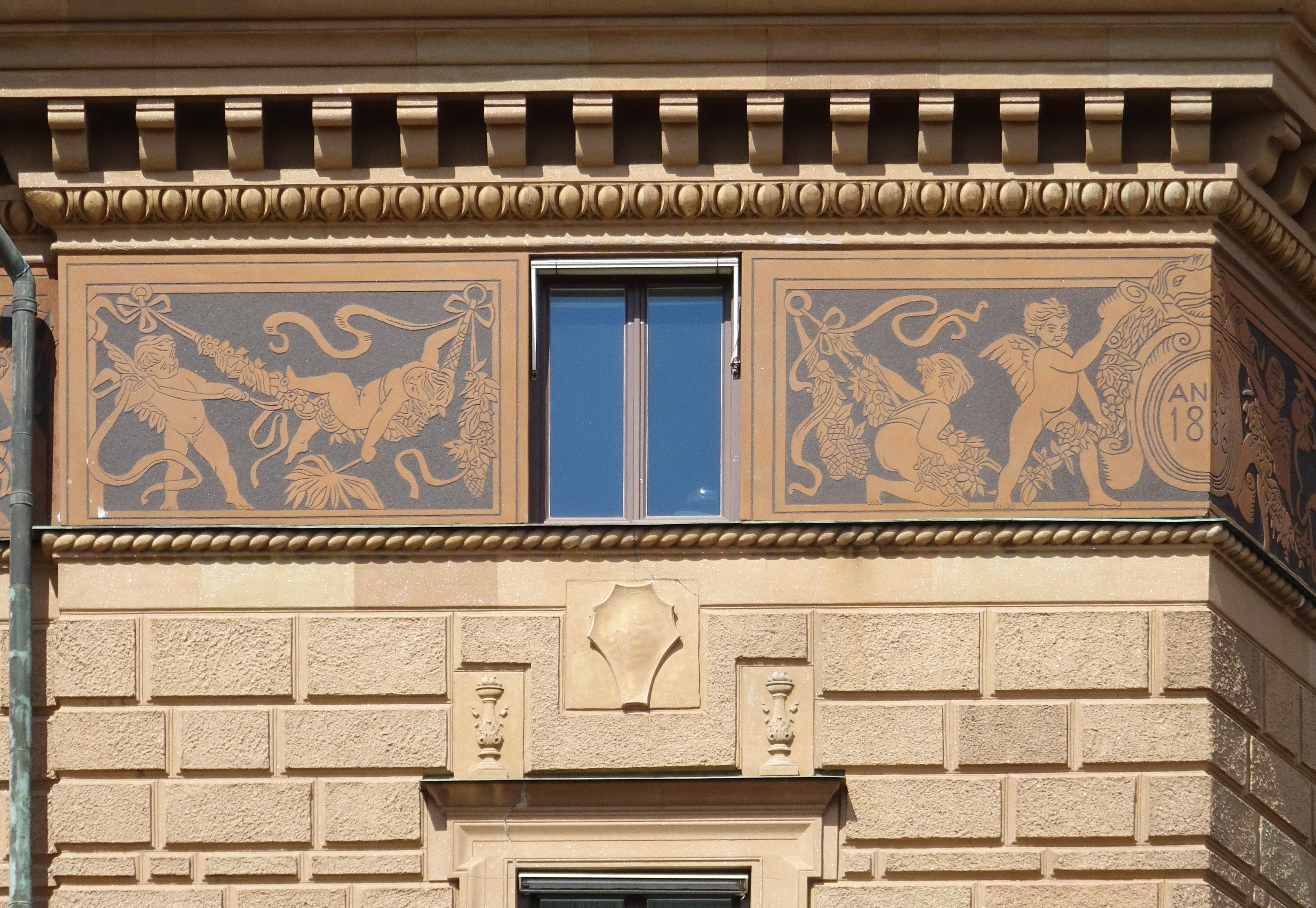
Dekor auf dem Thuenska-Haus, Stockholm
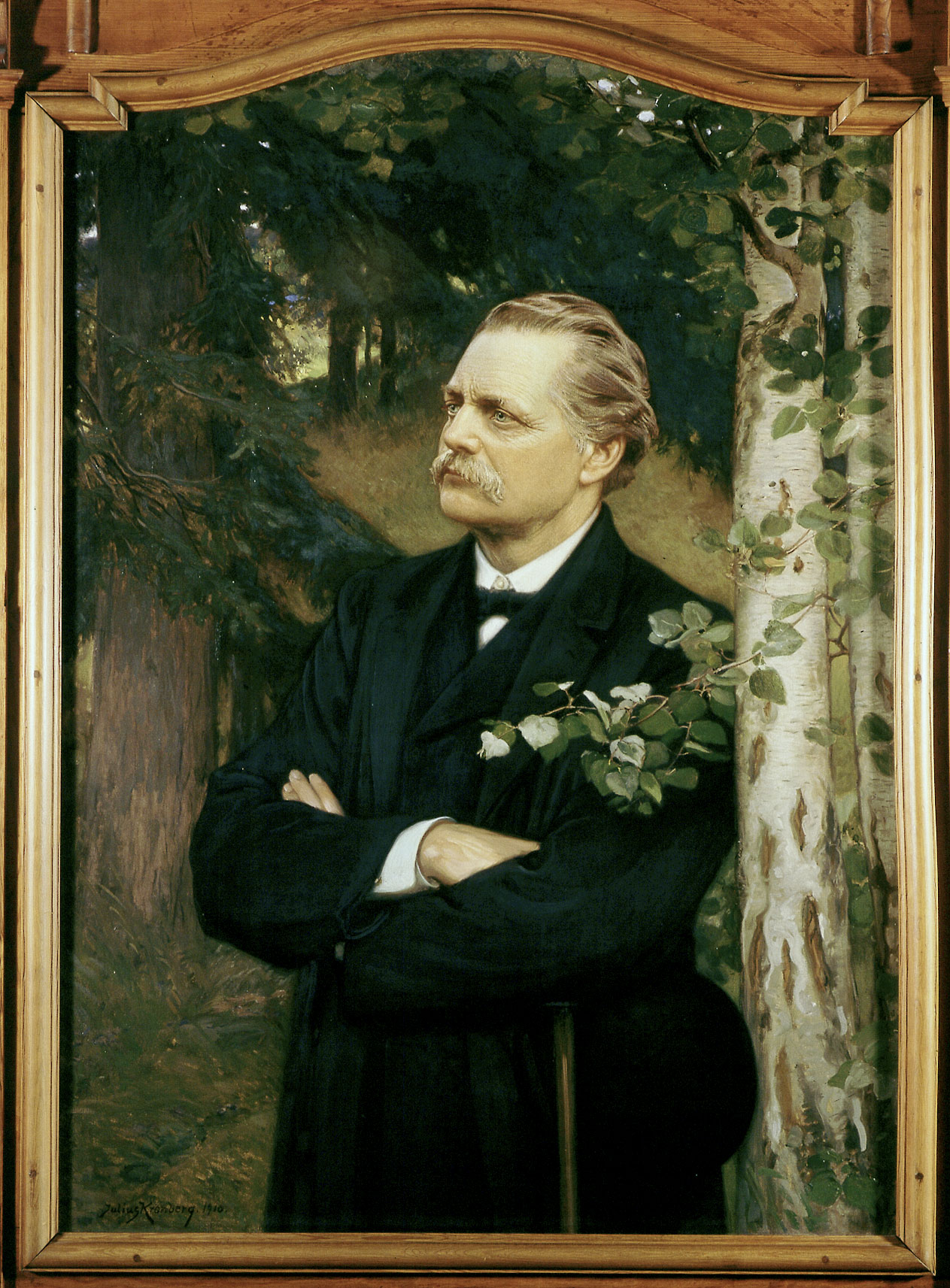
Porträt Artur Hazelius’ (1910)